# 3834 Zappafrank
3834 Zappafrank је астероид главног астероидног појаса чија средња удаљеност од Сунца износи 2,554 астрономских јединица (АЈ).
Апсолутна магнитуда астероида је 13,6.